# Akkarampalle
Akkarampalle è una città censuaria indiana di 20.325 abitanti, situata nel distretto di Chittoor, nello stato federato dell'Andhra Pradesh. In base al numero di abitanti la città rientra nella classe III (da 20.000 a 49.999 persone).

## Società

### Evoluzione demografica
Al censimento del 2001 la popolazione di Akkarampalle assommava a 20.325 persone, delle quali 10.302 maschi e 10.023 femmine. I bambini di età inferiore o uguale ai sei anni assommavano a 2.621, dei quali 1.360 maschi e 1.261 femmine. Infine, coloro che erano in grado di saper almeno leggere e scrivere erano 12.520, dei quali 7.166 maschi e 5.354 femmine.